# Отрадне (Уланський район)
Отра́дне (каз. Отрадное) — село у складі Уланського району Східноказахстанської області Казахстану. Входить до складу Саратовського сільського округу.
Населення — 346 осіб (2021; 527 у 2009, 426 у 1999, 445 у 1989).
Національний склад станом на 1989 рік:
- росіяни — 59 %
- казахи — 29 %